# Kathleen Kai-Sørensen
Kathleen Kai-Sørensen (født 8. september 1975) er en dansk tv-vært. Hun blev kendt da hun i 1998 medvirkede i den første sæson af realityprogrammet Robinson Ekspeditionen, hvor hun fik fjerdepladsen. Efter hendes medvirken i Robinson afbrød hun sin uddannelse på lærerseminariet og fik i stedet arbejde som tv-vært. Hun var bl.a. vært for TV 2-quizzen Gadekamp og som reporter på Skandinavisk Film Kompagni, hvor hun lavede indslag til Morgen-TV. I en periode havde hun også kontrakt med modelbureauet Unique.

## Filmografi
- Kathleen på Korfu (2000) (tv-film)
- Afsporet (2000) (kortfilm)